# Рум'янцевський опис Малоросії 1765—1769
Рум'янцевський опис — генеральна ревізія або ж генеральний опис Лівобережної України (Гетьманщини), що його проводив за доручення уряду Російської імперії у 1765—1769 Петро Рум'янцев, генерал-губернатор Малоросії.
Метою ревізії було зробити перепис населення та зібрати докладні відомості про демографічний та економічний стан краю. Рум'янцевський опис мав з'ясувати також правовий стан землеволодіння й зібрати низку інших відомостей, які могли б допомогти запровадженню на Гетьманщині нового державного оподаткування. Ревізію провадили по полках спеціальні комісії, очолені російськими офіцерами. Перепис викликав велике занепокоєння серед різних прошарків населення, відгуки якого знаходимо серед іншого в Історії Русів. Було описано 3500 населених пунктів. Але Рум'янцевський опис не було закінчено (за винятком Київського полку) через російсько-турецьку війну 1769—1774. Опис містить у собі цінний матеріал до історії соціально-економічного життя Гетьманщини, зокрема статистики й демографії населення, господарства, землеволодіння, соціально-правового стану тощо напередодні ліквідації автономної Гетьманщини. Пізніше матеріали Рум'янцевського опису було розпорошено по архівах губернських міст (Чернігова, Києва, Полтави). Наприкінці 19 ст. чернігівську частину Рум'янцевського опису передано до Бібліотеки АН у Петербурзі, київську частину — до Бібліотеки Київського університету. Частина матеріалів Рум'янцевського опису, яка була в Полтаві, загинула під час пожежі. Нині основна частина вцілілих актів зберігається в ЦДІАК України у Києві й частково в Рукописному Відділі Бібліотеки Вернадського НАН України.